# El Reno
El Reno – miasto w Stanach Zjednoczonych, w stanie Oklahoma, siedziba administracyjna Canadian. Miasto zostało założone w 1889 roku, wkrótce po utworzeniu hrabstwa Canadian, na terenie należącym wcześniej do indiańskich plemion Czejenów i Arapaho. 31 maja 2013 roku przez region przeszło Tornado o średnicy 4,2 km, a wiatry sięgały 485 km/h. Jest również to miasto którego temperatury sięgają nawet do 45 °C